# کریمه بلوچ
کریمه بلوچ (بلوچی: کریمہ بلۏچ ۸ مارس ۱۹۸۳ - ۲۰/۲۲ دسامبر ۲۰۲۰) که با نام کریمه محراب نیز شناخته میشود، یک دگراندیش و فعال حقوق بشر بلوچ بود که توسط سازمان اطلاعات پاکستان در تورنتو کانادا ربوده و ترور شد.